# Лох-Маск
Лох-Маск (ирл. Loch Measca, англ. Lough Mask) — пресноводное известняковое озеро в графстве Мейо Ирландии, севернее Лох-Корриб. Ближайшие города — Каслбар, Клэрморрис, Баллинроб и Уэстпорт, деревни — Клонбур, Конг, Кросс, Финни, Партри и Турмакади. Атлантическое побережье (в Уэспорте) — в 12 милях, аэропорт Кнок — в 25 милях, аэропорт Шаннон — в 80 милях и аэропорт Голуэй — в 30 милях. В озере ловят лососей, в том числе в рамках соревнований по рыбной ловле.
Во время противостояния капитана Бойкота и Земельной лиги на озере было убито двое судебных приставов-исполнителей.